# Practica secundum Trotam
Practica secundum Troctam è un trattato di medicina attribuita a Trotula.
Il manoscritto è stato ritrovato a Madrid, presso la biblioteca dell'Università Complutense e contenente 66 articoli di ginecologia e ostetricia. Gli argomenti sono numerosi e vanno dalle mestruazioni e dalla neonatologia, al vomito, alla scrofula e ai morsi di serpente.